# Erythrodes papuana
Erythrodes papuana är en orkidéart som beskrevs av Rudolf Schlechter. Erythrodes papuana ingår i släktet Erythrodes och familjen orkidéer. Inga underarter finns listade i Catalogue of Life.